# Gran Premio degli Stati Uniti d'America-Est 1978
Il Gran Premio degli Stati Uniti d'America-Est 1978 è stata la quindicesima prova della stagione 1978 del Campionato mondiale di Formula 1. Si è corsa domenica 1º ottobre 1978 sul Circuito di Watkins Glen. La gara è stata vinta dall'argentino Carlos Reutemann su Ferrari; per il vincitore si trattò del nono successo nel mondiale. Ha preceduto sul traguardo l'australiano Alan Jones su Williams-Ford Cosworth e il sudafricano Jody Scheckter su Wolf-Ford Cosworth.

## Vigilia

### Sviluppi futuri
La morte di Ronnie Peterson avvenuta nel Gran Premio precedente costrinse la McLaren, che lo aveva ingaggiato per la stagione 1979, a sostituirlo con John Watson. La Brabham sostituì il nordirlandese, sempre per il 1979, con il brasiliano Nelson Piquet, grazie anche all'apporto di una sponsorizzazione da 500.000 dollari.

### Aspetti tecnici
La Wolf affidò nuovamente la WR6 a Scheckter, e riservò la WR5 a Rahal. L'ATS portò all'esordio la D1, affidandola al solo Keke Rosberg.

### Aspetti sportivi
Gli organizzatori del gran premio, successivo al tragico gran premio di Monza, rifiutarono l'iscrizione alla gara di Patrese, in seguito alle polemiche scoppiate sulla sua condotta di gara. Si affermò che la decisione era stata presa anche sulla pressione di alcuni colleghi del padovano (Niki Lauda, James Hunt, John Watson e Emerson Fittipaldi) che si sarebbero rifiutati di prendere parte al gran premio in caso di sua presenza; successivamente la commissione di sicurezza della Formula 1 (composta da Lauda, Hunt, Andretti, Fittipaldi e Scheckter) aveva inviato un fax agli organizzatori per chiedere di non ammettere Patrese al via. Lauda spiegò che la decisione non era definitiva, ed era stata presa per sottoporre all'attenzione generale il problema del comportamento dei piloti durante le gare e spingere la Commissione Sportiva Internazionale a prendere dei provvedimenti rapidi in casi simili.
Questa esclusione venne criticata dalla Scuderia Ferrari e da uno dei membri della commissione sicurezza, Jody Scheckter, nonché dalla Commissione Sportiva Automobilistica Italiana, che affermò che gli organizzatori, con questa decisione, si ponevano al di fuori della legittimità dell'ordinamento sportivo internazionale. Il quotidiano britannico The Guardian definì l'esclusione una malefica maniera per trovare un capro espiatorio.
Patrese si difese affermando che la sua manovra era stata corretta e che la richiesta della commissione sicurezza finiva per penalizzare un pilota che avrebbe dovuto essere giudicato solo dalla magistratura. Prima della gara vi fu una riunione, chiesta dall'Arrows, a cui partecipò il pilota padovano, assieme agli organizzatori del gran premio e ai piloti della commissione sicurezza. Durante la riunione Patrese ammise le sue responsabilità, affermando, in seguito, che ciò gli era stato consigliato al fine di ottenere solo un'ammonizione, in luogo dell'esclusione. La commissione confermò invece l'esclusione per il gran premio. Patrese minacciò di adire a vie legali qualora non fosse stato reintegrato fra gli iscritti. Il comunicato della commissione sicurezza recitava:
Un giudice della contea di Elmira, città nella cui giurisdizione era posto il circuito al quale si era appellato Patrese, rigettò la richiesta del pilota di prendere parte alla gara. Il giudice affermò che Patrese avrebbe dovuto prima fare richiesta formale all'organizzazione per poter correre il gran premio. In caso di rifiuto il pilota avrebbe potuto adire le vie legali e il giudice avrebbe emesso un'ingiunzione agli organizzatori per costringerli ad ammetterlo alla gara. Il pilota padovano reagì affermando che, qualora avesse vinto la causa, e i suoi colleghi si fossero opposti alla sua presenza in gara, avrebbe chiesto l'esclusione anche per James Hunt. Le reazioni degli altri piloti alla scelta del giudice furono invece favorevoli, anche se Niki Lauda ammise che la procedura seguita per escludere Patrese non era stata regolare. L'Arrows non sostituì il pilota padovano con nessun altro, anche se inizialmente era stato indicato come probabile l'impiego di Keke Rosberg.
Dopo la decisione giudiziaria la Commissione Sportiva Internazionale intimò agli organizzatori di ammettere alla gara Patrese, pena la perdita di valenza, per il gran premio, di gara valida per il campionato mondiale. I piloti della commissione sicurezza minacciarono di nuovo il boicottaggio in caso di presenza del padovano. Intervenne il capo della FOCA, Bernie Ecclestone, che minacciò l'Arrows di non accettare l'iscrizione alla sua organizzazione (che distribuiva gli introiti dei diritti televisivi e degli ingaggi fra le scuderie) per il 1979 se avesse deciso di far correre Patrese. La scuderia britannica ritirò così, per protesta, l'iscrizione al gran premio di entrambi i piloti, anche se poi Rolf Stommelen, compagno di scuderia di Patrese, prese parte alle qualifiche e alla gara regolarmente.
L'incidente al Gran Premio d'Italia costrinse molte scuderie a modificare la lista dei piloti iscritti. Alla Surtees venne ingaggiato l'esordiente Beppe Gabbiani (impegnato nella stagione in Formula 2) per sostituire l'infortunato Vittorio Brambilla. L'altra vettura, a Monza guidata da Gimax, fu invece affidata a René Arnoux, che aveva corso parte della stagione con la Martini, ed era rimasto libero dopo il ritiro della scuderia francese. Alla Lotus, per sostituire Ronnie Peterson, venne ingaggiato Jean-Pierre Jarier. Il transalpino, che nella stagione era già stato iscritto a sei gran premi dall'ATS, corre però col numero 55 al posto del 6 dello svedese.
La BS Fabrications abbandonò il mondiale, ma i suoi due piloti trovarono altri ingaggi: Lo statunitense Brett Lunger passò alla Ensign per sostituire Harald Ertl mentre Nelson Piquet fu iscritto dalla Brabham sulla terza vettura ufficiale, anche se poi non prese parte nemmeno alle qualifiche. La McLaren, invece, con confermò la terza vettura vista a Monza. Il finlandese Keke Rosberg, utilizzato fino a quel momento dalla Theodore Racing e che non prese parte alla trasferta nordamericana della F1, affiancò Michael Bleekemolen alla ATS, per sostituire il titolare Jochen Mass, ancora non pronto per le gare.
La gara registrò l'esordio per Bobby Rahal, con la Wolf che per la prima volta schierò due monoposto ufficiali. Rahal nella stagione era stato impiegato nella F3 dalla scuderia canadese, al volante di una vettura costruita assieme alla Dallara.
Il gran premio venne definito degli Stati Uniti-Est, per distinguerlo da quello corso a Long Beach, in aprile, anche se il suo nome ufficiale era United States Grand Prix.
In questo gran premio, e nel successivo appuntamento in Canada, la McLaren ebbe come sponsor principale, in luogo della Marlboro, la Löwenbräu, azienda tedesca produttrice di birra.

## Qualifiche

### Resoconto
Le prove del venerdì furono caratterizzate dal sole. Mario Andretti, neo campione del mondo, fissò il nuovo record del tracciato in 1'39"82. Più tardi fu anche in grado di migliorarsi con un 1'38"92, chiudendo davanti alle due Ferrari di Reutemann e di Gilles Villeneuve, seguite dalle due Brabham di Niki Lauda e John Watson.
Il vento del sabato consentì a pochi piloti di migliorare il tempo del venerdì. Uno di questi fu Alan Jones che agguantò il terzo tempo e lo Andretti che si migliorò ancora con un 1'38"114, oltre un secondo meglio di Reutemann, che ottiene la piazza d'onore.

### Risultati
Nella sessione di qualifica si è avuta questa situazione:
| Pos                     | Nº | Pilota                | Costruttore              | Tempo    | Griglia |
| ----------------------- | -- | --------------------- | ------------------------ | -------- | ------- |
| 1                       | 5  | Mario Andretti        | Lotus-Ford Cosworth      | 1'38"114 | 1       |
| 2                       | 11 | Carlos Reutemann      | Ferrari                  | 1'39"179 | 2       |
| 3                       | 27 | Alan Jones            | Williams-Ford Cosworth   | 1'39"742 | 3       |
| 4                       | 12 | Gilles Villeneuve     | Ferrari                  | 1'39"820 | 4       |
| 5                       | 1  | Niki Lauda            | Brabham-Alfa Romeo       | 1'39"892 | 5       |
| 6                       | 7  | James Hunt            | McLaren-Ford Cosworth    | 1'39"991 | 6       |
| 7                       | 2  | John Watson           | Brabham-Alfa Romeo       | 1'40"000 | 7       |
| 8                       | 55 | Jean-Pierre Jarier    | Lotus-Ford Cosworth      | 1'40"034 | 8       |
| 9                       | 15 | Jean-Pierre Jabouille | Renault                  | 1'40"136 | 9       |
| 10                      | 26 | Jacques Laffite       | Ligier-Matra             | 1'40"228 | 10      |
| 11                      | 20 | Jody Scheckter        | Wolf-Ford Cosworth       | 1'40"762 | 11      |
| 12                      | 4  | Patrick Depailler     | Tyrrell-Ford Cosworth    | 1'40"828 | 12      |
| 13                      | 14 | Emerson Fittipaldi    | Fittipaldi-Ford Cosworth | 1'41"007 | 13      |
| 14                      | 16 | Hans-Joachim Stuck    | Shadow-Ford Cosworth     | 1'41"681 | 14      |
| 15                      | 10 | Keke Rosberg          | ATS-Ford Cosworth        | 1'41"773 | 15      |
| 16                      | 3  | Didier Pironi         | Tyrrell-Ford Cosworth    | 1'41"815 | 16      |
| 17                      | 17 | Clay Regazzoni        | Shadow-Ford Cosworth     | 1'41"855 | 17      |
| 18                      | 8  | Patrick Tambay        | McLaren-Ford Cosworth    | 1'41"974 | 18      |
| 19                      | 22 | Derek Daly            | Ensign-Ford Cosworth     | 1'42"179 | 19      |
| 20                      | 21 | Bobby Rahal           | Wolf-Ford Cosworth       | 1'42"429 | 20      |
| 21                      | 18 | René Arnoux           | Surtees-Ford Cosworth    | 1'42"541 | 21      |
| 22                      | 36 | Rolf Stommelen        | Arrows-Ford Cosworth     | 1'42"741 | 22      |
| 23                      | 25 | Héctor Rebaque        | Lotus-Ford Cosworth      | 1'43"028 | 23      |
| 24                      | 23 | Brett Lunger          | Ensign-Ford Cosworth     | 1'43"067 | 24      |
| 25                      | 9  | Michael Bleekemolen   | ATS-Ford Cosworth        | 1'43"572 | 25      |
| 26                      | 37 | Arturo Merzario       | Merzario-Ford Cosworth   | 1'44"286 | 26      |
| Vetture non qualificate |    |                       |                          |          |         |
| NQ                      | 19 | Beppe Gabbiani        | Surtees-Ford Cosworth    | 1'45"155 | NQ      |

## Gara

### Resoconto
Alla domenica il cielo fu coperto ma non pioveva. All'ultimo giro nel corso del warm-up, la sospensione anteriore sulla vettura di Mario Andretti si ruppe alla curva The Anvil (ridenominata "Ickx's Corner" dopo un incidente del pilota belga nel corso dell'edizione 1976 del gran premio). La monoposto piroettò molte volte e andò a sbattere contro le barriere, perdendo una ruota anteriore. Andretti dovette usare la vettura del suo compagno di scuderia, Jean-Pierre Jarier, che, a sua volta, fu costretto a utilizzare il muletto.
Al via Andretti scattò al comando, mentre Emerson Fittipaldi e Héctor Rebaque (in 13ª e 23ª posizione, rispettivamente) fusero le loro frizioni. Rebaque si ritirò, mentre Fittipaldi fu capace di mantenere la vettura in marcia, raffreddando la frizione, tanto da completare il gran premio.
Dopo un giro Mario Andretti aveva quattro lunghezze di vantaggio sulla coppia della Scuderia Ferrari, Carlos Reutemann-Gilles Villeneuve. I due erano seguiti da Alan Jones, Niki Lauda, Jean-Pierre Jarier, James Hunt, John Watson e Jody Scheckter. Il battistrada scontava però un problema all'impianto frenante, e già al terzo giro venne passato Reutemann; un giro dopo fu il turno di Villeneuve.
L'altro pilota della Lotus, Jarier, aveva invece dei problemi con gli pneumatici, tanto che era scivolato in undicesima posizione, e rientrò ai box al giro 11. La vettura era però ben equilibrata: il francese fece segnare il giro più veloce della gara in 1'39"557, tempo che gli avrebbe consentito di partire terzo.
La classifica vedeva in testa Reutemann, seguito da Villeneuve, Andretti, Jones, Lauda, Hunt e Jean-Pierre Jabouille, autore di una bella serie di sorpassi. Jones passò Andretti al giro 21.
A metà gara la Ferrari stava conducendo con tranquillità il gran premio quando, al giro 21, il motore di Gilles Villeneuve improvvisamente ruppe un pistone e, così, Jones, si ritrovò dietro a Reutemann, staccato di 35 secondi. Mario Andretti continuò a perdere posizioni, venendo passato anche da Niki Lauda. Alla ventiseiesima tornata Jabouille e Scheckter passarono Hunt. Al giro 28 l'italoamericano fu costretto al ritiro per un guasto al motore. Ritiro anche per Lauda, un giro dopo, anche lui per lo stesso motivo. Ora la classifica vedeva Reutemann primo, seguito da Alan Jones, Jean-Pierre Jabouille, Jody Scheckter, Patrick Tambay ed Emerson Fittipaldi.
Dalle retrovie stava rinvenendo Jean-Pierre Jarier: il francese passò al giro 34 Fittipaldi, entrando in zona punti, poi al giro 37 anche Tambay. Al giro 53 il pilota della Lotus passò anche Scheckter e Jabouille, che scontava dei problemi all'impianto frenante, installandosi al terzo posto. Ne approfittò Scheckter che prese una posizione a Jean-Pierre Jabouille. Jarier fu però costretto al ritiro al giro 55, per la mancanza di carburante.
Carlos Reutemann vinse per l'ultima volta da pilota della Scuderia Ferrari, con venti secondi di vantaggio su Jones. L'australiano ottenne così il primo podio per la Williams da quando era rientrata come costruttore. A punti giunse anche Jean-Pierre Jabouille, i primi per lui e per la Renault: un motore sovralimentato andava a punti per la prima volta dal Gran Premio di Spagna 1951.
Dopo il gran premio, a causa dell'assenza di Patrese, la CSAI chiese che il risultato venisse invalidato.

### Risultati
I risultati del gran premio furono i seguenti:
| Pos | No | Pilota                | Costruttore              | Giri | Tempo/Ritiro        | Pos. Griglia | Punti |
| --- | -- | --------------------- | ------------------------ | ---- | ------------------- | ------------ | ----- |
| 1   | 11 | Carlos Reutemann      | Ferrari                  | 59   | 1h40'48"800         | 2            | 9     |
| 2   | 27 | Alan Jones            | Williams-Ford Cosworth   | 59   | +19"739             | 3            | 6     |
| 3   | 20 | Jody Scheckter        | Wolf-Ford Cosworth       | 59   | +45"701             | 11           | 4     |
| 4   | 15 | Jean-Pierre Jabouille | Renault                  | 59   | +1'25"007           | 9            | 3     |
| 5   | 14 | Emerson Fittipaldi    | Fittipaldi-Ford Cosworth | 59   | +1'28"089           | 13           | 2     |
| 6   | 8  | Patrick Tambay        | McLaren-Ford Cosworth    | 59   | +1'50"210           | 18           | 1     |
| 7   | 7  | James Hunt            | McLaren-Ford Cosworth    | 58   | +1 giro             | 6            |       |
| 8   | 22 | Derek Daly            | Ensign-Ford Cosworth     | 58   | +1 giro             | 19           |       |
| 9   | 31 | René Arnoux           | Surtees-Ford Cosworth    | 58   | +1 giro             | 21           |       |
| 10  | 3  | Didier Pironi         | Tyrrell-Ford Cosworth    | 58   | +1 giro             | 16           |       |
| 11  | 26 | Jacques Laffite       | Ligier-Matra             | 58   | +1 giro             | 10           |       |
| 12  | 21 | Bobby Rahal           | Wolf-Ford Cosworth       | 58   | +1 giro             | 20           |       |
| 13  | 23 | Brett Lunger          | Ensign-Ford Cosworth     | 58   | +1 giro             | 24           |       |
| 14  | 17 | Clay Regazzoni        | Shadow-Ford Cosworth     | 56   | +3 giri             | 17           |       |
| 15  | 55 | Jean-Pierre Jarier    | Lotus-Ford Cosworth      | 55   | Mancanza di benzina | 8            |       |
| 16  | 36 | Rolf Stommelen        | Arrows-Ford Cosworth     | 54   | +5 giri             | 22           |       |
| Rit | 37 | Arturo Merzario       | Merzario-Ford Cosworth   | 46   | Cambio              | 26           |       |
| Rit | 9  | Michael Bleekemolen   | ATS-Ford Cosworth        | 43   | Perdita d'olio      | 25           |       |
| Rit | 1  | Niki Lauda            | Brabham-Alfa Romeo       | 28   | Motore              | 5            |       |
| Rit | 5  | Mario Andretti        | Lotus-Ford Cosworth      | 27   | Motore              | 1            |       |
| Rit | 2  | John Watson           | Brabham-Alfa Romeo       | 25   | Motore              | 7            |       |
| Rit | 4  | Patrick Depailler     | Tyrrell-Ford Cosworth    | 23   | Ruota               | 12           |       |
| Rit | 12 | Gilles Villeneuve     | Ferrari                  | 22   | Motore              | 4            |       |
| Rit | 10 | Keke Rosberg          | ATS-Ford Cosworth        | 21   | Trasmissione        | 15           |       |
| Rit | 16 | Hans-Joachim Stuck    | Shadow-Ford Cosworth     | 1    | Alimentazione       | 14           |       |
| Rit | 25 | Héctor Rebaque        | Lotus-Ford Cosworth      | 0    | Frizione            | 23           |       |
| NQ  | 19 | Beppe Gabbiani        | Surtees-Ford Cosworth    |      |                     |              |       |
| ES  | 35 | Riccardo Patrese      | Arrows-Ford Cosworth     |      |                     |              |       |

## Classifiche

### Piloti
| Pos. | Pilota                | Punti |
| ---- | --------------------- | ----- |
| 1    | Mario Andretti        | 64    |
| 2    | Ronnie Peterson       | 51    |
| 3    | Carlos Reutemann      | 44    |
| 4    | Niki Lauda            | 44    |
| 5    | Patrick Depailler     | 32    |
| 6    | John Watson           | 25    |
| 7    | Jacques Laffite       | 19    |
| 8    | Jody Scheckter        | 18    |
| 9    | Emerson Fittipaldi    | 17    |
| 10   | Alan Jones            | 11    |
| 11   | Riccardo Patrese      | 8     |
| 12   | Gilles Villeneuve     | 8     |
| =    | James Hunt            | 8     |
| 14   | Patrick Tambay        | 8     |
| 15   | Didier Pironi         | 7     |
| 16   | Clay Regazzoni        | 4     |
| 17   | Jean-Pierre Jabouille | 3     |
| 18   | Hans-Joachim Stuck    | 2     |
| 19   | Vittorio Brambilla    | 1     |
| =    | Héctor Rebaque        | 1     |

### Costruttori
| Pos. | Team                     | Punti |
| ---- | ------------------------ | ----- |
| 1    | Lotus-Ford Cosworth      | 86    |
| 2    | Brabham-Alfa Romeo       | 53    |
| 3    | Ferrari                  | 49    |
| 4    | Tyrrell -Ford Cosworth   | 36    |
| 5    | Ligier-Matra             | 19    |
| 6    | Wolf-Ford Cosworth       | 18    |
| 7    | Fittipaldi-Ford Cosworth | 17    |
| 8    | McLaren-Ford Cosworth    | 15    |
| 9    | Williams-Ford Cosworth   | 11    |
| 10   | Arrows-Ford Cosworth     | 8     |
| 11   | Shadow-Ford Cosworth     | 6     |
| 12   | Renault                  | 3     |
| 13   | Surtees-Ford Cosworth    | 1     |